# Kapitalflussrechnung
Die Kapitalflussrechnung (KFR; auch Cashflow-Rechnung; englisch cash flow statement) ist in der Betriebswirtschaftslehre und speziell im Rechnungswesen eine Liquiditätsrechnung, welche die Zahlungsströme eines Unternehmens innerhalb einer Rechnungsperiode wiedergibt.

## Allgemeines
Die Bezeichnung „Kapitalflussrechnung“ ist irreführend, weil das Kapital im Regelfall wegen der Kapitalbindung nicht liquide ist und sich innerhalb eines Jahres zumeist kaum verändert. Eine korrekte Bezeichnung und zudem eine bessere Übersetzung des englischen Begriffs (englisch cash flow statement) wäre daher der Terminus „Geldflussrechnung“, der in der Schweiz verwendet wird.
Als Kapitalflussrechnung werden die Formen zur systematischen Zusammenstellung finanzwirtschaftlicher Vorgänge bezeichnet. Die von der Kapitalflussrechnung erfassten Zahlungsströme sind die Liquiditätsgrößen Einzahlungen (englisch cashflow in) und Auszahlungen (englisch cashflow out), die durch den Unternehmensprozess ausgelöst werden. 

## Betriebswirtschaftslehre
Erste Liquiditätsrechnungen im Jahresabschluss gab es in den USA bei der „American Bell Telephone Company“, die erstmals für das am 31. März 1883 endende Geschäftsjahr auch ein „Cash Statement“ vorlegte. Die frühere Kapitalflussrechnung (englisch funds statement) stammt ursprünglich ebenfalls aus den USA, wo sie 1947 innerhalb der Fonds-Theorie von William J. Vatter erschien. Ein grundlegender Aufsatz hierzu kam 1961 heraus. Seit 1963 ist sie in den USA gesetzlich vorgeschrieben (englisch statement in changes of financial position).
In die deutschsprachige Fachliteratur wurde die Kapitalflussrechnung von Karl Käfer eingeführt, der den Begriff 1961 auch prägte. Es folgten 1964 Wilken von Ramdohr, 1966 Walther Busse von Colbe und 1968 Herbert Jacob zusammen mit Walther Busse von Colbe. Für Busse von Colbe ist die Kapitalflussrechnung eine Kombination von Zahlen aus der Bewegungsbilanz (die aus Veränderungen der Bilanzpositionen zwischen zwei Bilanzstichtagen entwickelt wird), der Gewinn- und Verlustrechnung sowie weiterer Daten der Finanzbuchhaltung.
Kapitalflussrechnungen verfolgen das Ziel, die Veränderung des Liquiditätspotenzials („Finanzmittelfonds“; Zahlungsmittelbestand) im Zeitverlauf zu quantifizieren und die Ursachen dieser Veränderung transparent zu machen. Welche Positionen aus dem Jahresabschluss für die Kapitalflussrechnung herangezogen werden, wird von den gängigen Rechnungslegungsstandards unterschiedlich beantwortet.

## Rechtsgrundlagen
In den USA ist die Kapitalflussrechnung bereits seit 1971 Pflichtbestandteil des Jahresabschlusses. 1987 veröffentlichte der FASB den Standard US-GAAP SFAS 95.3. In Deutschland gab es 1995 eine Stellungnahme, seit Oktober 1999 besteht die Empfehlung des DRSC.
Kapitalflussrechnung nach dem HGB
Der Konzernabschluss besteht gemäß § 297 Abs. 1 HGB aus der Konzernbilanz, Konzern-Gewinn- und Verlustrechnung, dem Konzernanhang, der Kapitalflussrechnung und der Eigenkapitalveränderungsrechnung. Kapitalmarktorientierte Kapitalgesellschaften müssen nach § 264 Abs. 1 HGB den Jahresabschluss zusätzlich um eine Kapitalflussrechnung und eine Eigenkapitalveränderungsrechnung erweitern. Alle übrigen Rechtsformen oder Betriebsgrößen müssen keine Kapitalflussrechnung erstellen. 
Kapitalflussrechnung nach IFRS
Nach IAS 7.1 sind dagegen alle Unternehmen verpflichtet, eine Kapitalflussrechnung zu erstellen, wobei nach IAS 7.10 der Mittelzufluss (Einzahlungen) und Mittelabfluss (Auszahlungen) gesondert nach laufender Geschäftstätigkeit, Investitionstätigkeit und Finanzierungstätigkeit auszuweisen ist.
Österreich und Schweiz
Abseits der IFRS ist die Kapitalflussrechnung auch in nationalen Gesetzen geregelt. In Österreich ist die Kapitalflussrechnung gemäß  § 250 Abs. 1 UGB (dort „Konzernkapitalflussrechnung“ genannt) ein verpflichtender Bestandteil von Konzernabschlüssen. In der Schweiz müssen nach Art. 961 OR alle Unternehmen, die einer Jahresabschlussprüfung („ordentliche Revision“) bedürfen, einen Anhang, Lagebericht und eine Geldflussrechnung erstellen. Gemäß Art. 961b OR stellt Geldflussrechnung die Veränderung der flüssigen Mittel aus der Geschäftstätigkeit, der Investitionstätigkeit und der Finanzierungstätigkeit jeweils gesondert dar. Auf die Geldflussrechnung kann gemäß Art. 961d OR in bestimmten Fällen verzichtet werden.

## Kapitalflussrechnung nach HGB und DRS
Der Deutsche Standardisierungsrat gibt regelmäßig Standards und Empfehlungen heraus. Im April 2014 wurde der Deutsche Rechnungslegungsstandard Nr. 21 („DRS 21“) veröffentlicht. Unternehmen, die verpflichtet sind, eine Kapitalflussrechnung für einen Konzernabschluss nach HGB aufzustellen, müssen den DRS 21 beachten. Für Unternehmen, welche „einen Jahresabschluss (JA) um eine Kapitalflussrechnung erweitern oder freiwillig eine Kapitalflussrechnung aufstellen, wird die Anwendung des DRS 21 empfohlen“. Stellen Unternehmen ihren JA nach internationalen Rechnungslegungsvorschriften (IFRS) auf, ist der IAS 7 und nicht der DRS 21 relevant. Der DRS 21 löst die bisher geltenden Standards DRS 2, DRS 2-10 und DRS 2-20 ab. Die Anwendung des DRS 21 ist für Geschäftsjahre mit Beginn nach dem 31. Dezember 2014 verpflichtend.:1
Gemäß den Empfehlungen des früheren „DRS 2“ ist eine Kapitalflussrechnung wie folgt aufgebaut (der Cashflow aus laufender Geschäftstätigkeit ist dabei indirekt dargestellt, die anderen beiden Cashflow-Aktivitätsbereiche anhand der direkten Darstellung):
| 1.  |   | Periodenergebnis vor außerordentlichen Posten |
| 2.  | ± | Abschreibungen/Zuschreibungen auf das Anlagevermögen |
| 3.  | ± | Zunahme/Abnahme der Rückstellungen |
| 4.  | ± | sonstige zahlungsunwirksame Aufwendungen/Erträge |
| 5.  | ± | Verlust/Gewinn aus dem Abgang von Anlagevermögen |
| 6.  | ± | Abnahme/Zunahme der Vorräte, Forderungen aus Lieferungen und Leistungen sowie anderer Aktiva, die nicht der Investitions- oder Finanzierungstätigkeit zuzuordnen sind |
| 7.  | ± | Zunahme/Abnahme der Verbindlichkeiten aus Lieferungen und Leistungen sowie anderer Passiva, die nicht der Investitions- oder Finanzierungstätigkeit zuzuordnen sind   |
| 8.  | ± | Ein- und Auszahlungen aus außerordentlichen Positionen |
| 9.  | = | Cash-Flow aus laufender Geschäftstätigkeit (operative cash flow) |
| 10. |   | Einzahlungen aus Abgängen des Sachanlagevermögens |
| 11. | - | Auszahlungen für Investitionen in das Sachanlagevermögen |
| 12. | + | Einzahlungen aus Abgängen des immateriellen Anlagevermögens |
| 13. | - | Auszahlungen für Investitionen in das immaterielle Anlagevermögen |
| 14. | + | Einzahlungen aus Abgängen des Finanzanlagevermögens |
| 15. | - | Auszahlungen für Investitionen in das Finanzanlagevermögen |
| 16. | + | Einzahlungen aus dem Verkauf von konsolidierten Unternehmen und sonstigen Geschäftseinheiten                                                                          |
| 17. | - | Auszahlungen aus dem Erwerb von konsolidierten Unternehmen und sonstigen Geschäftseinheiten                                                                           |
| 18. | + | Einzahlungen aufgrund von Finanzmittelanlagen im Rahmen der kurzfristigen Finanzdisposition                                                                           |
| 19. | - | Auszahlungen aufgrund von Finanzmittelanlagen im Rahmen der kurzfristigen Finanzdisposition                                                                           |
| 20. | = | Cash-Flow aus der Investitionstätigkeit (investive cash flow) |
| 21. |   | Einzahlungen aus Eigenkapitalzuführungen |
| 22. | - | Auszahlungen an Unternehmenseigner und Minderheitsgesellschafter |
| 23. | + | Einzahlungen aus der Begebung von Anleihen und der Aufnahme von (Finanz-)Krediten                                                                                     |
| 24. | - | Auszahlungen aus der Tilgung von Anleihen und der Rückführung von (Finanz-)Krediten                                                                                   |
| 25. | = | Cash-Flow aus der Finanzierungstätigkeit (finance cash flow) |
| 26. |   | Zahlungswirksame Veränderungen des Finanzmittelfonds (Summe aus 9., 20. und 25.)                                                                                      |
| 27. | ± | Wechselkurs-, konsolidierungskreis- und bewertungsbedingte Änderungen des Finanzmittelfonds                                                                           |
| 28. | + | Finanzmittelfonds am Anfang der Periode |
| 29. | = | Finanzmittelfonds am Ende der Periode |

## Kapitalflussrechnung nach IFRS
Gemäß IAS 1.10d beinhaltet der Abschluss nach IFRS eine Kapitalflussrechnung. Die Darstellung erfolgt auf Grundlage von IAS 7.

## Kapitalflussrechnung nach DVFA/SG
Einfache und bedeutende Cash-Flow-Berechnung für Betriebsräte und Mitarbeitervertretungen bzw. Arbeitnehmervertretern in Wirtschaftsausschüssen gemäß Empfehlung der Deutschen Vereinigung für Finanzanalyse und Asset Management (DVFA) und der Schmalenbach-Gesellschaft (SG):
| 1. |   | Periodenergebnis vor außerordentlichen Posten (Konzernjahresüberschuss vor Gewinnabführung bzw. Ergebnis nach Steuern) |
| 2. | ± | Abschreibungen/Zuschreibungen auf Gegenstände des Anlagevermögens, keine Forderungsabschreibungen (siehe GuV-Rechnung) |
| 3. | ± | Veränderungen (Differenzbeträge) der langfristigen Rückstellungen (generell länger als 1 Jahr) (siehe Bilanz)          |
| 4. | ± | sonstige zahlungsunwirksame Aufwendungen/Erträge bspw. Erträge aus der Auflösung von Sonderposten (siehe Bilanz)       |
| 5. | = | Cash-Flow nach DVFA/SG                                                                                                 |

## Wirtschaftliche Aspekte
Zur Darstellung des Zahlungsstroms kann die indirekte Methode angewandt werden, bei der die Zahlungsströme anhand einer Überleitungsrechnung ausgehend von Rechnungslegungsgrößen dargestellt werden, oder die direkte Methode, bei der die Zahlungsströme unmittelbar angegeben werden, ohne dass eine Überleitungsrechnung erforderlich ist.
Die Datenerhebung der Zahlungsströme kann wiederum originär erfolgen, wobei diejenigen Konten der Buchhaltung mit zahlungswirksamen Geschäftsvorfällen herangezogen werden. Alternativ werden bei der derivaten Ermittlung der Cash-Flows Einzahlungen und Auszahlungen aus Aufwendungen und Erträgen und aus Veränderungen von Aktiva und Passiva abgeleitet (Bewegungsrechnung).
Ferner ist zu unterscheiden zwischen der retrospektiven und prospektiven Kapitalflussrechnung. Diese differieren lediglich bezüglich der gewählten Rechnungsperiode:
- Retrospektive Kapitalflussrechnungen sind vergangenheitsorientiert und haben vorliegende Jahresabschlüsse zur Grundlage. Sie sind daher objektiv nachprüfbar, können jedoch nicht als Prognoseinstrument dienen.
- Prospektive Kapitalflussrechnungen (Finanzplan genannt) basieren auf Plan-Gewinn- und Verlustrechnungen. Sie sind zukunftsorientiert, dienen der Prognose und Planung und sind lediglich zur Beurteilung der zukünftigen Zahlungsfähigkeit geeignet.

Wie alle Prognosen und Planungen sind sie mit Unsicherheiten verbunden.
Um die Zahlungsfähigkeit eines Unternehmens beurteilen zu können, müssen Einzahlungen und Auszahlungen sowie die Zahlungsströme innerhalb des Unternehmens durch die Kapitalflussrechnung analysiert werden. Die unzulängliche Liquiditätsorientierung des Jahresabschlusses verschleiert den klaren Einblick in die Finanzlage des Unternehmens. Es ist nicht gewährleistet, dass drohende Zahlungsengpässe und somit ein Insolvenzgrund (§ 17, § 18 Insolvenzordnung (InsO)) rechtzeitig oder überhaupt erkannt werden.
Da die Kapitalflussrechnung auf dem Cashflow aufbaut, ist sie in ein Kennzahlensystem integriert, bei dem der Cashflow eine Rolle spielt. Hierzu gehören insbesondere Working Capital, Cash Flow Return on Investment und das Risikomaß Cashflow at Risk.